# Лунценау
Лунценау (нем. Lunzenau) — город в Германии, в земле Саксония. Подчинён административному округу Хемниц. Входит в состав района Средняя Саксония.  Население составляет 4786 человек (на 31 декабря 2010 года). Занимает площадь 28,06 км². Официальный код  —  14 1 82 260.
Город подразделяется на 6 городских районов.

## Достопримечательности
- Церковь св. Иакова на Рыночной площади
- Замок Рохсбург в одноимённом районе